# Ermita de Santiago (Monsacro)
La ermita o capilla de Santiago o de Arriba es un templo religioso bajo la advocación de Santiago Apóstol en el concejo de Morcín, comunidad autónoma de Asturias, en España, cerca del pico Monsacro.
Esta ermita tiene una mayor relevancia y peculiaridad que su vecina la ermita de la Magdalena.
Existe un debate sobre si la capilla estuvo dedicada a Santa Catalina o a Santiago Apóstol, pero actualmente se atribuye al segundo. La nave de esta capilla es octogonal, abovedada y de ábside semicircular. La fachada está resaltada y es de arco de medio punto. También se cree que estuvo pintada. Cuando se restauró se aprovechó para realizar una serie de excavaciones. En el interior de la capilla encontramos el pozo de Santo Toribio, la cueva del Ermitaño y un altar primitivo románico. La capilla es de piedra, y el suelo interior de roca de la capilla se cree que es de la propia montaña.
La invasión musulmana de la península ibérica propició el traslado del Arca Santa y otras reliquias venidas de Jerusalén, desde Toledo al Monsacro, para su salvaguarda. La inquietante situación de la antigua corte visigoda hizo que estas reliquias atravesaran la cordillera Cantábrica en busca de protección. Finalmente el Arca Santa encontró cobijo en las capillas medievales del Monsacro. Años más tarde, los contenidos del arca fueron trasladados a la catedral de Oviedo.